# Oxford (textil)

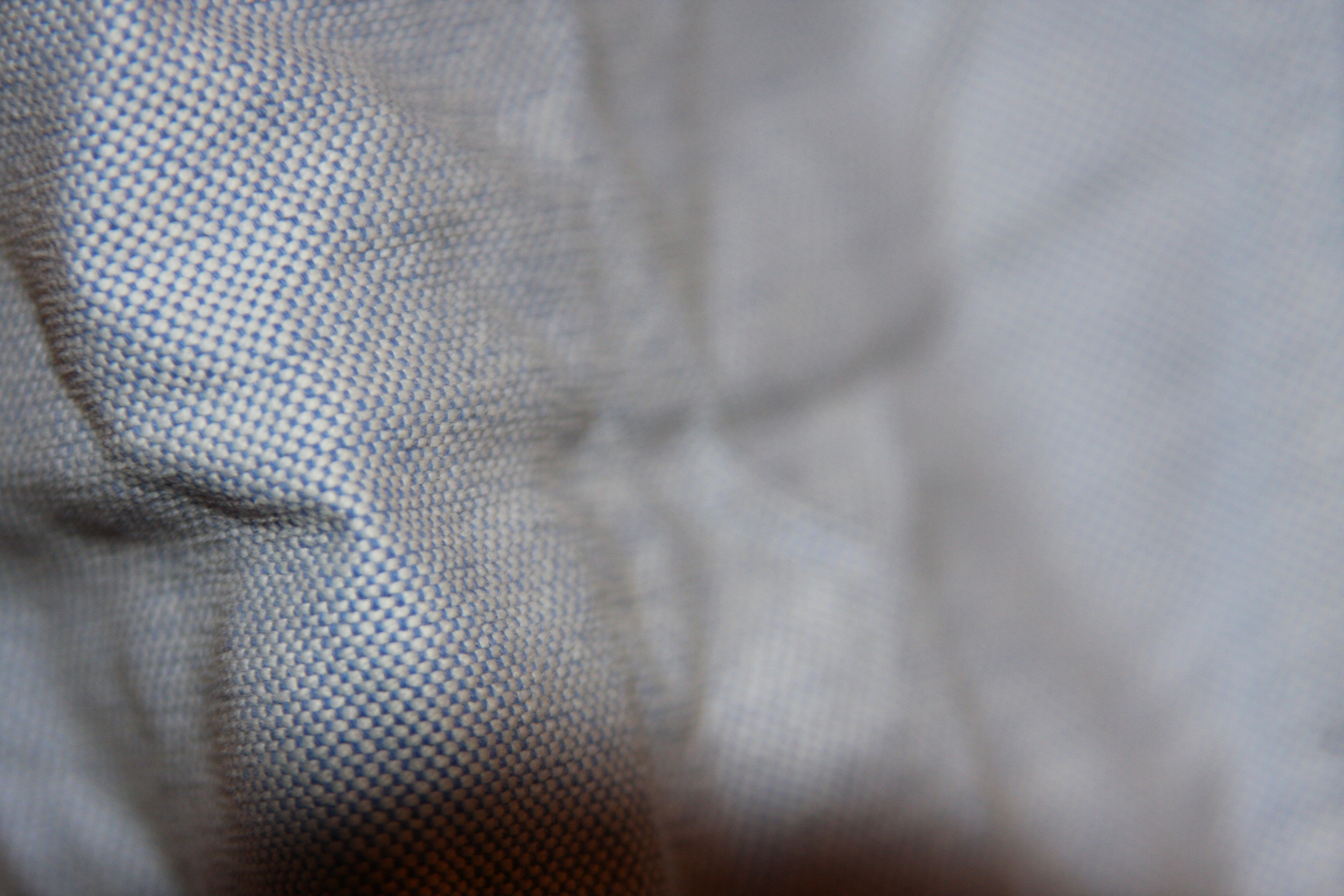
Oxford v panamové vazbě (2008)

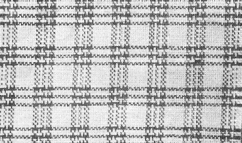
Oxford v polopanamové vazbě (cca 1925)

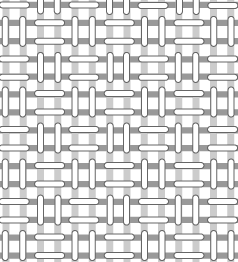
Schéma struktury panamové vazby

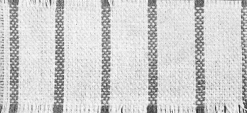
Oxford v plátnové vazbě (cca 1925)

Oxford je bavlněná tkanina střední hmotnosti s porézním povrchem. Poprvé byla vyrobena v 19. století v jedné skotské textilce, její název je odvozen od sportovních košil, které nosili (mimo jiných) studenti univerzity v Oxfordu. 

## Struktura
- Oxfordská látka má panamovou vazbu, v níž se spolu prolínají nejméně dvě osnovní a dvě útkové nitě, a lesklý vzhled.[3] V její struktuře se střídají nitě rozličných barev anebo o různé tloušťce,[4] takže ve výsledku vzniká dojem šachovnice či kára, což z oxfordu činí oblíbenou košilovinu.[5] Je nenáročná na údržbu a má celkem široké možnosti použití. Je pohodlná a pro svoji lehkost vhodná na léto. [4]
- Podle jiných informací se oxford vyrábí nejčastěji v tzv. polopanamové vazbě (dvě jemné osnovní nitě a jedna hrubší útková) z osnovy 12,5-25 tex s dostavou 36-40/cm a z útku 33-36 tex s dostavou 32-38/cm.

- Méně známý je oxford v plátnové vazbě z příze 30-50 tex s dostavou 16-24 nití na cm. [6]

## Užití
Světlemodrou oxfordskou látku si díky její pevnosti a odolnosti v 19. století v Americe oblíbili fyzicky pracující muži, takzvané modré límečky. V dnešní době se dočkala širokého využití, od košil pro ležérní volnočasový oděv po košile do profesního obleku, kdy se tato košilovina v provedení Royal Oxford stala plnohodnotnou alternativou k čistě bílým košilím do zaměstnání. Látka se vyrábí ve třech základních provedeních: jako hrubší oxford, jemný Pinpoint Oxford a formálnější Royal Oxford.